# 9231 Shimaken
9231 Shimaken eller 1997 BB2 är en asteroid i huvudbältet som upptäcktes den 29 januari 1997 av den japanska astronomen Takao Kobayashi vid Ōizumi-observatoriet. Den är uppkallad efter forskargruppen Shimaken.
Asteroiden har en diameter på ungefär 4 kilometer.